# ساغي
ساغي هي مدينة في الفلبين، تقع في نيغروس أوتشيدنتال، بلغ عدد سكانها 146,264  نسمة وذلك حسب إحصائيات سنة 2015، تبلغ مساحتها 330.34 كيلومتر مربع، رمزها البريدي هو 6122.

## الموقع
تشترك في الحدود مع:
- كاديز
- Calatrava, Negros Occidental [الإنجليزية]‏
- Toboso, Negros Occidental [الإنجليزية]‏.

## أعلام
- مارك يي